# Honeysuckle Rose (film)
Honeysuckle Rose is een Amerikaanse western-dramedy uit 1980 geregisseerd door Jerry Schatzberg. De film is losjes gebaseerd op de Zweedse film Intermezzo.

## Verhaal
Buck en zijn countrymuziekband toeren bijna continu door Texas en omringende staten. Daardoor is Buck weinig thuis, tot groot ongenoegen van zijn vrouw Viv en zoon Jamie. Buck hunkert naar bekendheid binnen de hele Verenigde Staten. Wanneer zijn gitarist Garland Ramsey met pensioen gaat, wordt hij vervangen door diens dochter Lily. Buck en Lily starten een buitenechtelijke relatie.

## Cast
| Acteur            | Personage      |
| ----------------- | -------------- |
| Willie Nelson     | Buck Bonham    |
| Dyan Cannon       | Viv Bonham     |
| Amy Irving        | Lily Ramsey    |
| Slim Pickens      | Garland Ramsey |
| Joey Floyd        | Jamie Bonham   |
| Charles Levin     | Sid            |
| Mickey Rooney Jr. | Cotton Roberts |
| Lane Smith        | Brag           |
| Pepe Serna        | Rooster        |
| Priscilla Pointer | Rosella Ramsey |
| Diana Scarwid     | Jeanne         |
| Jeannie Seely     | Jeannie        |
| Emmylou Harris    | Emmylou        |
| Rex Ludwick       | Tex            |
| Mickey Raphael    | Kelly          |
| Grady Martin      | himself        |
| Bee Spears        | Bo             |

## Nominaties en prijzen
| Award                     | Categorie                   | Nominatie                                              | Resultaat   |
| ------------------------- | --------------------------- | ------------------------------------------------------ | ----------- |
| Academy Awards            | beste originele muziek      | "On the Road Again" Muziek en tekst door Willie Nelson | Genomineerd |
| Golden Raspberry Awards   | Slechtste actrice in bijrol | Amy Irving                                             | Gewonnen    |
| Stinkers Bad Movie Awards | Slechtste actrice in bijrol | Amy Irving                                             | Genomineerd |